# Prix Octave Chanute
Le prix Octave Chanute, nommé d'après Octave Chanute, a été créé et est décerné par l'American Institute of Aeronautics and Astronautics (AIAA). Les pilotes ou le personnel d'essai qui ont contribué à l'avancement de l'art, de la science ou de la technologie de l'aéronautique ont reçu le prix Octave Chanute. L'Octave Chanute Award a été renommé Chanute Flight Award en 1978 et abandonné par l'AIAA en 2005. À partir de 2017, le Chanute Flight Award a été rétabli sous le nom de Chanute Flight Test Award. La remise du prix Chanute Flight Test Award a lieu tous les deux ans (années impaires) au Forum AIAA de l'aviation et de l'aéronautique. Le Chanute Flight Test Award est décerné pour reconnaître les réalisations significatives de toute une vie dans l'avancement de l'art, de la science et de la technologie de l'ingénierie des tests en vol. 

## Autodidacte

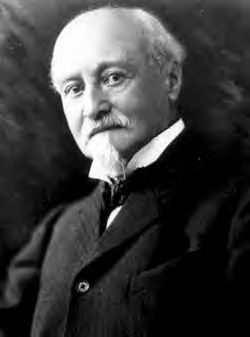
Octave Chanute.

Octave Chanute (1832-1910) est né en France et est devenu américain par naturalisation. C'était un ingénieur autodidacte. Il a conçu le premier pont ferroviaire sur le Missouri. Octave Chanute était un pionnier de l'ingénierie aéronautique et expérimentateur, et était un ami et conseiller des frères Wright. 

## Pionnier de l'aéronautique
Chanute a mené une longue campagne pour encourager l'invention de l'avion. Il a recueilli des informations auprès de toutes les sources possibles et les a transmises à tous ceux qui l'ont demandé. Il a publié un recueil d'informations sur l'aviation en 1894. En 1896, il a commandé la construction de plusieurs avions. Le Katydid avait plusieurs ailes qui pouvaient être attachées de diverses manières autour du fuselage pour faciliter l'expérimentation. Le planeur biplan de Chanute (1896) avec "deux ailes arquées maintenues rigidement ensemble par des entretoises verticales et des contreventements en fil diagonal" (le principe de la ferme Pratt utilisée dans les ponts ferroviaires construits par Chanute) a servi de prototype pour les avions ultérieurs. 